# Kosmonavt Yuriy Gagarin
Le Kosmonavt Yuriy Gagarin était un bâtiment d'essais et de mesures de la flotte cosmique  de l'ancienne Union soviétique. Il avait été construit pour soutenir le programme spatial soviétique avec le Centre de contrôle des vols spatiaux TsUP. Le navire le plus grand et le plus puissant de sa classe porte le nom du cosmonaute soviétique Youri Gagarine, premier homme à avoir effectué un vol dans l'espace au cours de la mission Vostok 1 le 12 avril 1961.

## Histoire
L’apparence de ce navire était très différente du fait de ses deux antennes paraboliques extrêmement grandes et de ses plus petites antennes paraboliques placées sur la coque.
En 1986, Le Kosmonavt Yuriy Gagarin était le plus grand navire de communication du monde et le navire amiral d'une flotte de navires de communication. Ces navires ont considérablement étendu la portée de poursuite lorsque les orbites des cosmonautes et les missions sans équipage n’étaient pas au-dessus de l’URSS.
De 1971 à 1991, le navire a effectué 20 missions dans l'océan Atlantique. Ses tâches comprenaient le contrôle de vol de satellites artificiels de la Terre et de vaisseaux spatiaux habités , ainsi que de stations interplanétaires automatiques .
En 1975, le navire faisait partie du programme d'essais communs Apollo-Soyouz américano-soviétique.
Les navires de communication appartenaient à l' Académie des sciences d'URSS. La partie maritime relevait de la responsabilité des navires de la mer Baltique et de la mer Noire. Les navires avaient des ports d'attache en Ukraine (Kosmonavt Yuriy Gagarin et l'autre navire de surveillance Akademik Sergey Korolev). Après la chute de l'Union soviétique, ils ont été transférés en Ukraine, mettant ainsi fin à leur rôle dans les vols spatiaux.
Le navire a été vendu à la ferraille et démantelé à Alang, en Inde, peu après l'éclatement de l'Union soviétique.

## Galerie

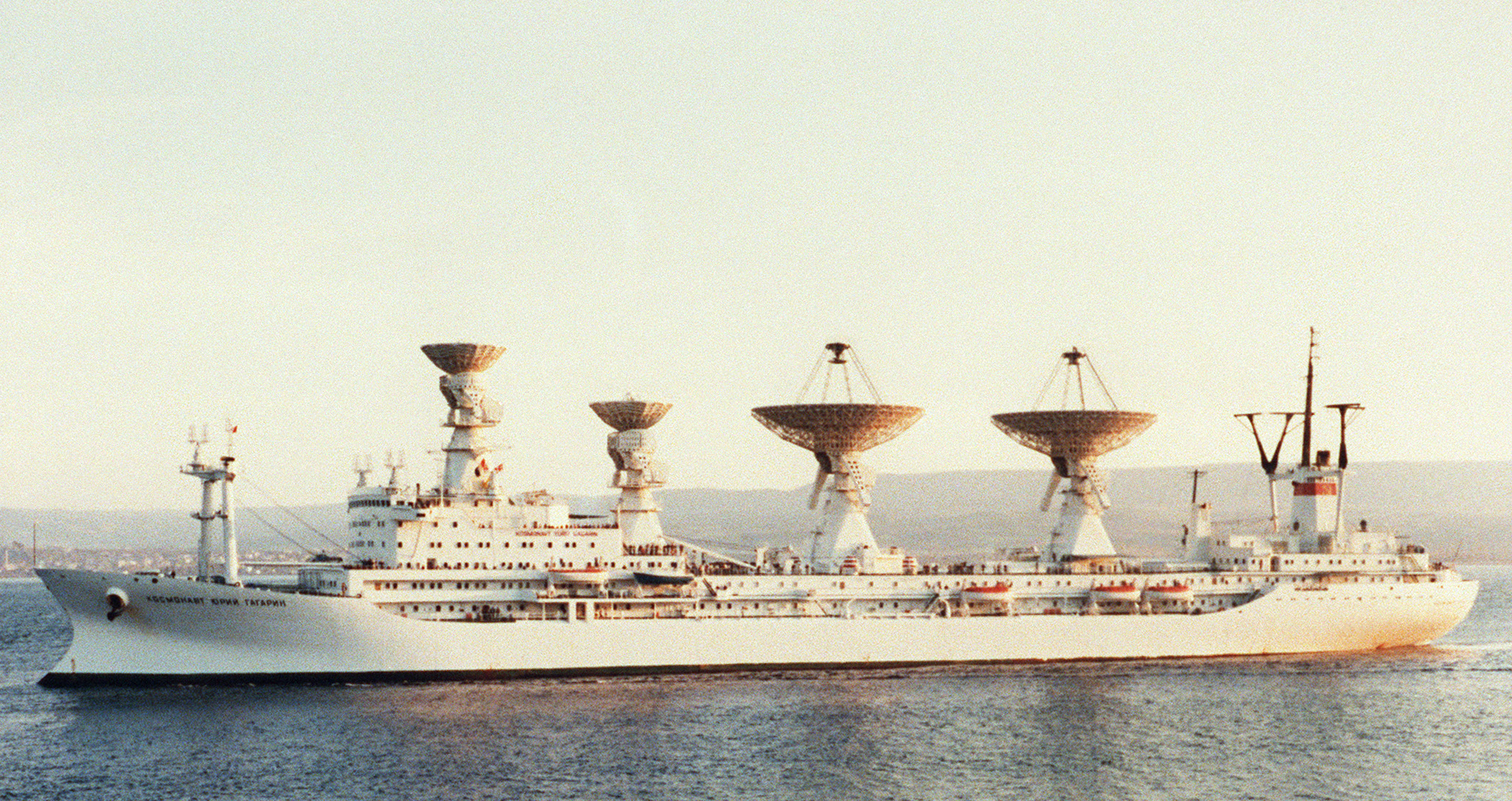
Kosmonavt Yuriy Gagarin
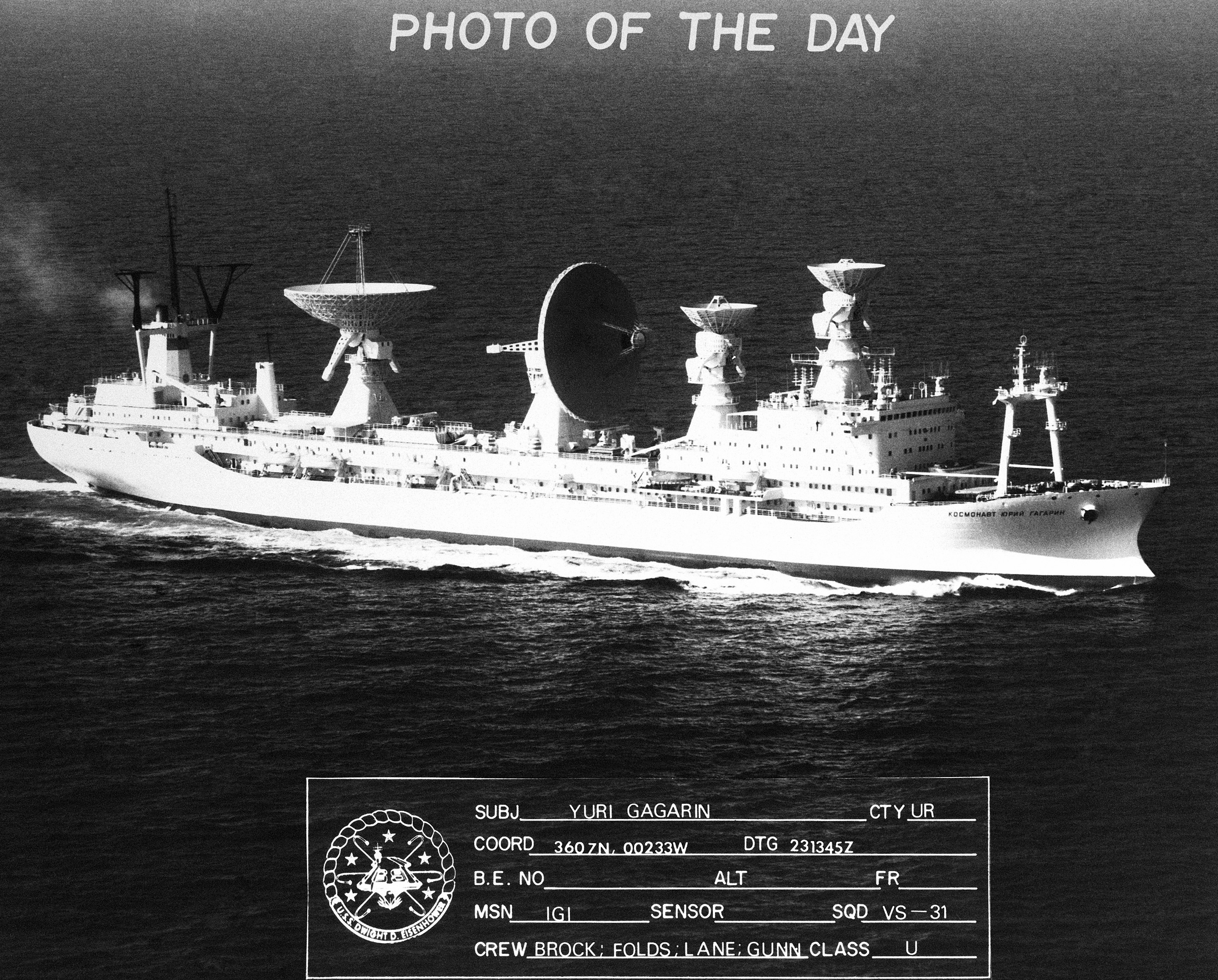
Kosmonavt Yuriy Gagarin
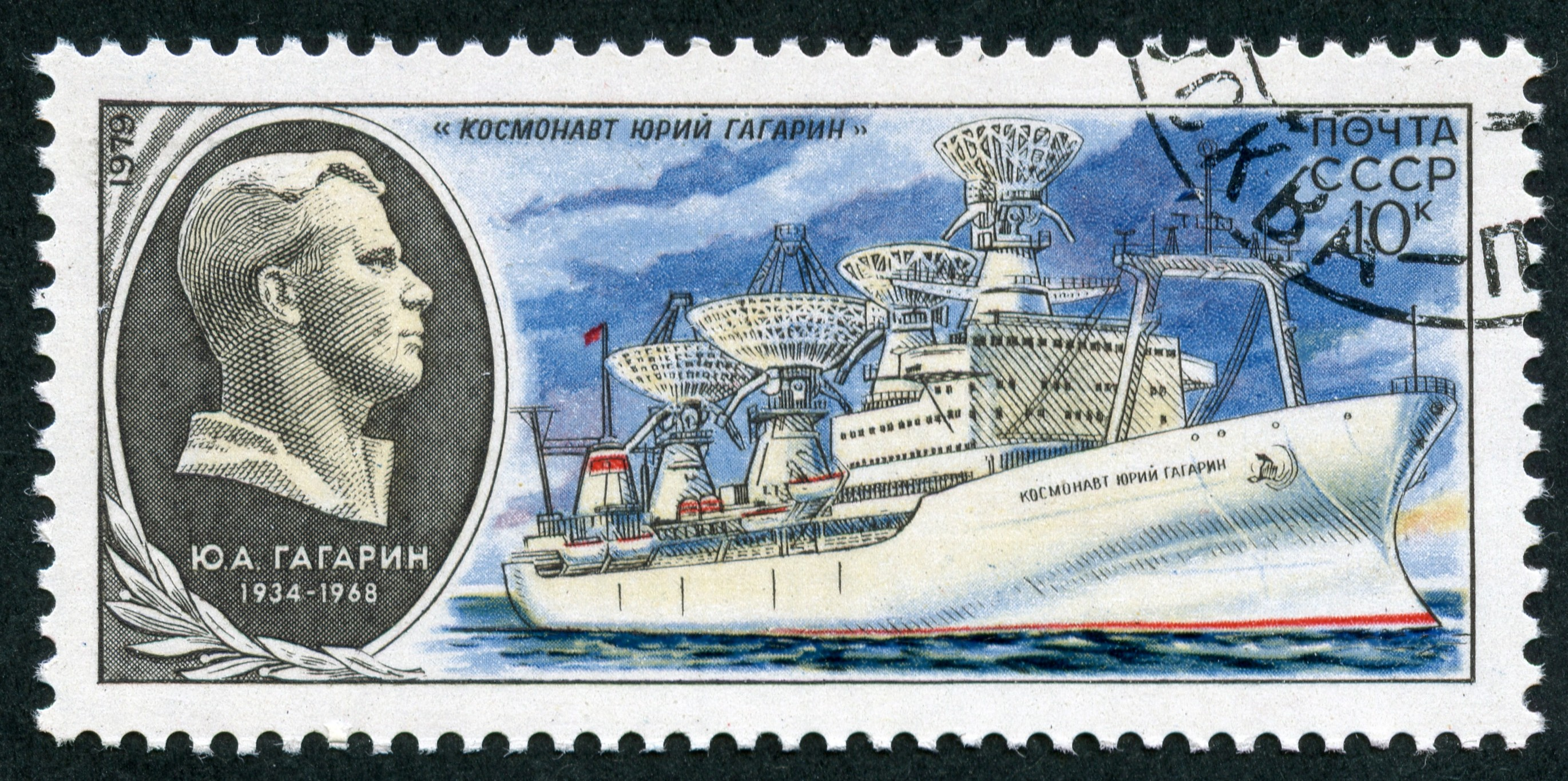
Timbre

## Note et référence
1. ↑  Die Kosmische Flotte (flotte cosmique)

- (ru) Cet article est partiellement ou en totalité issu de l’article de Wikipédia en russe intitulé « Космонавт Юрий Гагарин (судно) » (voir la liste des auteurs).